# Pietro Pacciani
Pietro Pacciani (7 de enero de 1925 - 22 de febrero de 1998) fue un agricultor italiano de la pequeña localidad de Mercatale (en San Casciano in Val di Pesa, provincia de Florencia), sospechoso de ser el infame asesino en serie conocido como el Monstruo de Florencia (Il Mostro di Firenze).

## Historial de Pacciani como sospechoso
Pacciani había sido detenido en el año 1951 por el asesinato de un vendedor ambulante al que había sorprendido durmiendo con su prometida. Después de dispararle y apuñalarlo 19 veces, violó a su prometida. Rápidamente fue juzgado por el crimen y lo sentenciaron a cumplir trece años. Tras salir de la cárcel se casó y trató de formar una familia, pero fue de nuevo detenido en el año 1987, y hasta 1991, por malos tratos físicos a su esposa, y acoso sexual a sus dos hijas más jóvenes.
Desde el mismo día en que Pacciani fue detenido en 1993 hasta las últimas entrevistas que le fueron realizadas antes de su muerte, siempre se proclamó "tan inocente como Cristo". Finalmente, el fallo se emitió en su contra y le declararon culpable de seis de los ocho crímenes siendo condenado a siete por los asesinatos y condenado a doble cadena perpetua, a pesar de que no se tenía prueba alguna que demostrase su participación; tan sólo algunos cartuchos de calibre 22 que la policía halló en su domicilio. Pero la opinión pública quería un culpable en la cárcel, y él era la opción más viable.
Más tarde fue absuelto de todos los cargos por falta de pruebas, y el Tribunal Supremo italiano declaró que un nuevo juicio debería haberse fijado para aclarar su supuesta participación. El mismo día que el Tribunal de Justicia de Florencia absolvió de cada acusación a Pacciani, fueron detenidos por su supuesta implicación en los crímenes dos personas: Mario Vanni y Giancarlo Lotti (al igual que Pacciani vecinos de San Casciano in Val di Pesa). Determinaron que los crímenes habían contado con la estrecha colaboración de Pietro Pacciani, Mario Vanni, Giancarlo Lotti y Giovanni Faggi. Todo esto sucedió de una manera tan rápida e imprevista, que muchos ciudadanos italianos creyeron firmemente que los investigadores sólo estaban echando culpas para ganar tiempo ante un caso que no eran capaces de resolver.
Para complicarlo todo todavía más, la Corte Suprema Italiana revocó la decisión de libertad de Pacciani el 12 de diciembre de 1996, después de que Giancarlo Lotti confesase que él junto con Pacciani cometieron los crímenes. El 21 de mayo de 1997, Mario Vanni y Giancarlo Lotti fueron enjuiciados por su implicación en cinco de los dobles crímenes. Los dos fueron sentenciados a 26 años de prisión.
Pacciani murió en febrero de 1998, le encontraron muerto en extrañas circunstancias en el suelo de su casa, con los pantalones bajados y su camisa alrededor del cuello. La opinión inicial de la policía es que había muerto de un aislado paro cardíaco, pero tras los exámenes post mortem, se determinó que se había suicidado ingiriendo una gran cantidad de medicamentos, aunque desde el primer momento la misma policía sospechó que lo habían asesinado lentamente, suministrándole medicamentos erróneos para su diabetes y sus problemas cardiacos.